# Acridocarpus katangensis
Acridocarpus katangensis är en tvåhjärtbladig växtart som beskrevs av De Wild.. Acridocarpus katangensis ingår i släktet Acridocarpus och familjen Malpighiaceae. Inga underarter finns listade i Catalogue of Life.